# Cuộc tấn công Kursk 2024

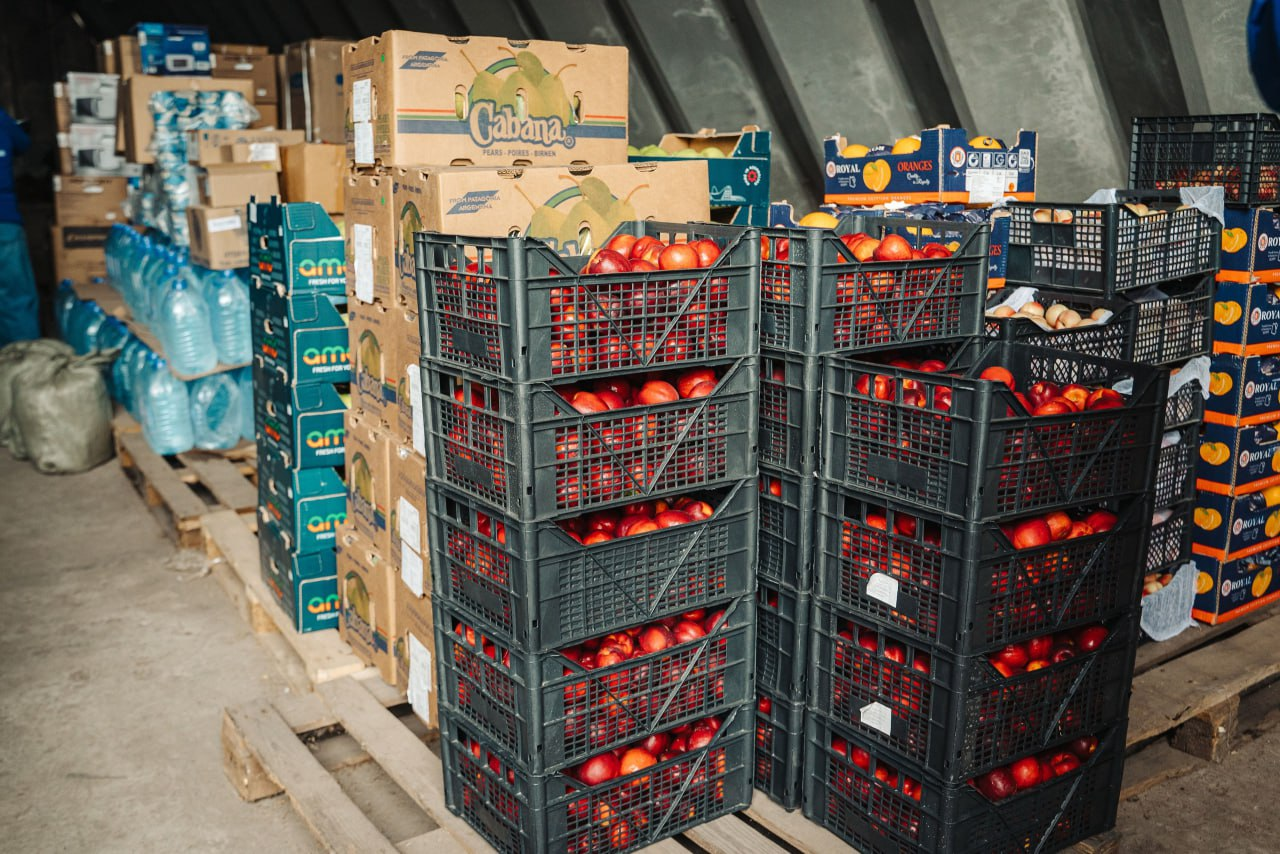
Những nhu yếu phẩm chuẩn bị tiếp tế do dân tị nạn tán loạn

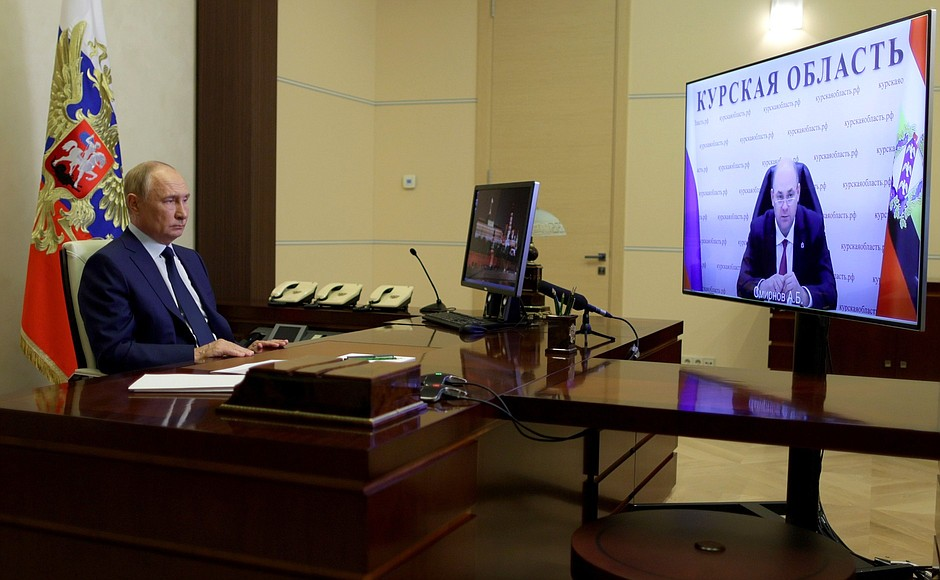
Tổng thống Putin đang nghe Thống đốc tỉnh Kursk báo cáo chiến sự tại Kursk tháng 8 năm 2024

Cuộc tấn công Kursk năm 2024 là một chiến dịch quân sự tiến công quy mô lớn của quân đội Ukraina thọc sâu vào lãnh thổ Liên bang Nga tại tỉnh Kursk Oblast bắt đầu từ ngày 06 tháng 8 năm 2024, quân đội Ukraina đã đánh dạt và mở rộng quy mô chiếm giữ được hơn 100 khu định cư và gần 1.300km2 lãnh thổ của Nga. Vào ngày 06 tháng 8 năm 2024, vào lúc Chiến tranh Nga-Ukraina đang diễn ra giằng co thì sau khi giữ bí mật tác chiến, Lực lượng Vũ trang Ukraina đã táo bạo, bất ngờ phát động một cuộc tấn công quy mô vào tỉnh Kursk của Nga và đã đụng độ với Lực lượng vũ trang Nga và lực lượng Biên phòng Nga (Cơ quan biên phòng FSB) và nhanh chóng đè bẹp lược lượng này. Theo phía Nga thì có ít nhất 1.000 quân Ukraina được xe tăng và xe bọc thép yểm trợ đã vượt qua biên giới tràn vào chiếm lãnh thổ Nga. Viện Nghiên cứu Chiến tranh cho biết lực lượng Ukraina đã tiến sâu hơn 10 km vào tỉnh Kursk chỉ trong vòng hai ngày và đã kiểm soát một số khu định cư ở huyện Sudzhansky. Trong thế bị động bất ngờ thì Nga đã vội vã ban bố tình trạng khẩn cấp tại tỉnh Kursk và lực lượng dự bị của Nga đã được điều tới khu vực này. Chính quyền Nga đã cập rập triển khai tình trạng "hoạt động chống khủng bố" ở Kursk, Belgorod và Bryansk Oblast.
Quân đội Ukraina cho biết họ đã thần tốc chiếm được 1.036 km2 lãnh thổ của Nga trong một tuần, tương đương với diện tích của Los Angeles trong khi chính quyền Nga thừa nhận rằng Ukraina đã chiếm được 28 khu định cư. Ukraina đã nhanh chóng thành lập chính quyền quân sự tại các vùng lãnh thổ do mình kiểm soát vào ngày 15 tháng 8 năm 2024 tạo thành một vùng đệm ở Tây Nga. Kể từ khi Nga xâm lược Ukraine bắt đầu vào năm 2022, đã có một số cuộc xâm nhập nhỏ hơn vào Nga của các lực lượng ủng hộ Ukraina. Ukraine đã hỗ trợ các cuộc xâm nhập trên bộ này, nhưng phủ nhận sự tham gia trực tiếp. Cuộc xâm nhập đột kích vào tỉnh Kursk đã làm cả Nga và các đồng minh của Ukraina bất ngờ trước sự táo bạo này Đây là cuộc tấn công quan trọng nhất xuyên biên giới kể từ cuộc xâm lược năm 2022 và lần đầu tiên chủ yếu được lực lượng quân đội chính quy Ukraina thực hiện. Vào lúc cao điểm, phía Ukraina đã chiếm giữ một phần lãnh thổ ở mà theo tuyên bố của Ukraina có lúc đạt tới 1.376km² và bao gồm khoảng 100 thị trấn, làng mạc. Bộ Tổng tham mưu Ukraina sau đó đã tuyên bố, lực lượng Ukraina đã bắt giữ 971 binh sĩ Nga kể từ khi bắt đầu chiến dịch tấn công tỉnh Kursk.
Đến ngày 16 tháng 8 năm 2024, Lữ đoàn đột kích đường không số 80 của Lực lượng vũ trang Ukraina đã công bố một đoạn video cho thấy cảnh phá hủy một tiền đồn của Nga và bắt giữ hơn 50 binh sĩ Nga trong những giờ đầu tiên của cuộc tấn công. Vào ngày 12 tháng 8 năm 2024, chuyên gia quân sự Ukraina là Mykhailo Zhirokhov tuyên bố rằng tỷ lệ tổn thất nhân lực của Ukraina so với Nga là "gần 1 đến 10" và số tù binh chiến tranh Nga bị bắt lên đến con số "hàng nghìn" quân Nga. Tổng tham mưu trưởng Syrskyi cho biết 82 khu định cư trong tỉnh này nằm dưới sự kiểm soát của Ukraina. Vào ngày 19 tháng 8, Tổng thống Ukraina Volodymyr Zelenskyy cho biết lực lượng Ukraina đã kiểm soát hơn 92 khu định cư ở tỉnh Kursk và tiến chiếm được 1.250 km2 lãnh thổ Nga. Vào ngày 3 tháng 9 năm 2024, Tổng thống Zelenskyy cho biết trong một cuộc phỏng vấn rằng Ukraina đang có kế hoạch trấn giữ "vô thời hạn" các vùng lãnh thổ bị chiếm giữ ở tỉnh Kursk, nhằm mục đích buộc Vladimir Putin phải ngồi vào bàn đàm phán. Sau khi chiếm giữ được khoảng 100 khu dân cư rộng khoảng 1.300 km vuông, quân đội Ukraina đã thiết lập chính quyền quân sự trên phần lãnh thổ chiếm giữ được. Chiến thắng biểu tượng của chiến dịch này khi quân Ukraina chiếm được thị trấn chiến lược Sudzha và biến nơi đây thành pháo đài của chiến dịch. Khi tượng Lenin đã hoàn toàn bị kéo bỏ khỏi quảng trường trung tâm Sodja, Bộ Văn hóa và Thông tin Ukraina tuyên bố đang bắt đầu quá trình phi cộng sản hóa ở Sodja và những nơi khác của tỉnh Kursk. 
Về mặt giá trị chiến lược, cuộc tấn công bất ngờ của Ukraina tại khu vực biên giới Nga ở tỉnh Kursk cho thấy một nỗ lực nhằm chuyển hướng thế trận chống lại Nga phải ứng phó với chiến lược mở rộng tiền tuyến của Nga, đặc biệt là những cuộc giao tranh dữ dội xung quanh Kharkiv khi mà cuộc đột kích tỉnh Kursk đã góp phần vào việc chặn đứng cuộc tấn công của Nga vào Kharkiv năm 2024. Vào ngày 10 tháng 8 năm 2024, Ukraina cho biết họ đã ghi nhận số đợt "giao tranh" thấp nhất trên lãnh thổ của Ukraina kể từ ngày 10 tháng 6 năm 2024, một số nhà quan sát coi đây là dấu hiệu cho thấy cuộc tấn công đã mang lại sự cứu cánh cho lực lượng Ukraina trên chiến cuộc chiến trường. Các nhà báo của BBC lưu ý rằng nhìn chung các cuộc tấn công của Nga vào tiền tuyến Ukraine đã giảm khoảng 15–17% sau khi bắt đầu các cuộc đột kích ở Kursk, đây có thể là dấu hiệu cho thấy Nga sẽ đưa lực lượng từ tiền tuyến vào tỉnh Kursk. Chiến dịch này của Ukraina đã gián tiếp làm chậm và đình trệ chiến dịch miền Đông Ukraina của Nga. Nguyên Thiếu tướng Mick Ryan đánh giá cao một số mục tiêu khả thi của khi Ukraina phát động tấn công này. 
Ở cấp độ chiến thuật, lực lượng Ukraina đã chiếm giữ được nhiều đất đai và tiêu diệt lực lượng Nga không kể xiết. Trong cuộc phỏng vấn với Washington Post được công bố vào ngày 23 tháng 7 năm 2025, Tổng tư lệnh lực lượng vũ trang Ukraina Oleksandr Syrskyi cho biết Nga đã chịu tổn thất 80.000 quân, bao gồm các binh lính thiệt mạng và bị thương, trong cuộc chiến với lực lượng Kiev tại tỉnh Kursk của Nga. Vào tháng 4 năm 2025, ngay sau khi Nga tuyên bố đã giành lại gần như toàn bộ lãnh thổ tại tỉnh Kursk, quân đội Ukraina ước tính tổn thất của Nga là 25.200 người thiệt mạng và 36.200 người bị thương. Triều Tiên cũng được cho là đã chịu tới 6.000 thương vong, tương đương một nửa tổng số quân của Triều Tiên trong khu vực. Ở cấp độ chiến cuộc, chiến dịch này nhằm thu hút lực lượng Nga khỏi Donetsk và nói chung là buộc Nga phải xem lại cách bố trí lực lượng của Nga, giảm áp lực tại chiến trường nội địa Ukraina. Các mục tiêu khác có thể liên quan nhiều hơn đến yếu địa hình, như nhà máy hạt nhân Kursk và các tuyến đường bộ và đường sắt quan trọng. Cuối cùng, ở cấp độ chiến lược, cuộc chiến dịch này đã làm chậm đà tấn công của Nga, và phản bác lại các luận điểm của Nga về chiến thắng tất yếu của Nga, và cũng để thúc đẩy tinh thần, cổ võ nhuệ khí cho người Ukraina. Quân đội Ukraina khẳng định hoạt động tại Kursk đã ngăn chặn Nga triển khai lực lượng lớn đến vùng Donetsk ở phía đông Ukraina, nơi diễn ra những trận giao tranh ác liệt nhất trong hơn 3 năm xung đột.

## Bối cảnh
Trong cuộc xâm lược Ukraina từ ngày 24 tháng 2 năm 2022 mà phía Nga tuyên bố là một chiến dịch quân sự đặc biệt. Sau thời gian đầu cầm cự, Ukraina đã phản công mạnh mẽ, đẩy quân Nga khỏi phía bắc và đông bắc Ukraina cũng như ra khỏi bờ phải sông Dniepr ở Kherson. Thực hiện chiến lược đẩy chiến tranh về phía lãnh thổ Nga, Lực lượng vũ trang Ukraina đã tấn công bằng tên lửa, UAV vào lãnh thổ Nga và tổ chức một số cuộc đột kích từ tỉnh Kharkiv vào các tỉnh Belgorod, Bryansk, Kursk nhưng chưa bao giờ chiếm giữ lãnh thổ Nga trước tháng 8 năm 2024. Sau khi Lực lượng vũ trang Ukraina không có nhiều thành công trong chiến dịch tiến công giải phóng miền đông vào mùa hè và mùa thu năm 2023 (Ukraina phản công 2023) thì đến lượt quân Nga công kích chậm nhưng mạnh trở lại ở khu vực Donetsk khiến Ukraina liên tục thất thủ ở Bakhmut (tháng 5 năm 2023), Marinka (tháng 12 năm 2024), Avdiivka (tháng 2 năm 2024), bị tấn công dữ dội trong trận Chasiv Yar (tháng 4 năm 2024 đến nay), thất thủ ở Krasnohorivka và ở Ocheretyne (tháng 4 năm 2024), bị bao vây tại trận Vuhledar. Tháng 5 năm 2024, Lực lượng vũ trang Nga lại  mở một cuộc tấn công Kharkiv năm 2024. Để kéo quân Nga khỏi mặt trận Donbass và giảm căng thẳng cho lực lượng phòng thủ Ukraina, lực lượng Ukraina đã đột kích vào Kursk. 
Các nguyên nhân khác, theo công bố của lãnh đạo Ukraina, có thể là tạo một vùng đệm ở phần lãnh thổ Nga, đổi lãnh thổ với Nga. Trong khi đó, phía Nga cho rằng mục đích của Ukraina khi tấn công Kursk là chiếm Nhà máy điện hạt nhân Kursk dù Ukraina phủ nhận. Cùng với việc đóng giữ kéo dài cho tới tận hiện nay và việc tổ chức bộ máy quản lý vùng lãnh thổ bị chiếm đóng, nó trở thành một cuộc xâm lược. Mục đích của Ukraina, như tuyên bố của Tổng thống Volodymyr Oleksandrovych Zelenskyy là chuyển bớt binh lực của Nga khỏi mặt trận Đông Ukraina và giảm sức ép cho quân phỏng thủ Ukraina ở đó, đồng thời gây áp lực ngoại giao lên Nga, tạo ra lợi thế đàm phán. Đây là lần đầu tiên kể từ sau Chiến tranh thế giới thứ hai, lãnh thổ Nga bị quân đội nước ngoài tấn công. Có chính trị gia Ukraina thừa nhận việc này là chiếm đóng lãnh thổ như cách định nghĩa tại Điều 42 của Hiệp ước Hague, nhưng cho rằng tính chất của cuộc xâm lược lãnh thổ Nga của Ukraina khác với của cuộc xâm lược lãnh thổ Ukraina của Nga và rằng trong khi cuộc xâm lược của Nga là tội ác, thì cuộc xâm lược của Ukraina là đáp trả tội ác. Lực lượng chiếm đóng Ukraina được cho là bị giám sát chặt chẽ để không vi phạm các quy tắc đạo đức trong chiến tranh, điều mà Ukraina tố cáo quân đội Nga đã vi phạm khi xâm lược Ukraina.. Cuộc tấn công Kursk đã làm cả Nga và các đồng minh của Ukraina bất ngờ. Đây là cuộc tấn công xuyên biên giới quan trọng nhất kể từ cuộc xâm lược Ukraine của Nga năm 2022 và lần đầu tiên được thực hiện chủ yếu từ lực lượng chính quy Ukraina. 

## Chiến sự
Ngày 6 tháng 8 năm 2024, Lực lượng vũ trang Ukraina với quy mô khoảng 1000 quân đã bí mật, bất ngờ, nhanh và mạnh tấn công vào điểm yếu của Nga trong vùng biên giới ở tỉnh Kursk. Lực lượng Nga ở khu vực này đã không kịp và không thành công ngăn lực lượng Ukraina đột kích vào Sudzha và Nikolayevo-Darino, huyện Sudzhansky, tỉnh Kursk. Sau khi đột kích sâu, lực lượng Ukraina đã thành công trong việc mở rộng sang hai cánh và chiếm giữ được một khu vực rộng lớn ở Sudzhansky. Quân đội Ukraina sau đó đã thiết lập chính quyền quân sự trên phần lãnh thổ chiếm giữ được. Tổng thống Zelenskyy công khai ý định giữ vô thời hạn vùng chiếm được ở Kursk.. Khi quân đội Nga và có thể cả Quân đội Nhân dân Triều Tiên tiến công giải phóng Sudzhansky, Ukraina đã chọn cách xây dựng hệ thống công trình phòng thủ và tăng cường các đơn vị Ukraina đến đây. Ngày 5 tháng 9 năm 2024, Tổng thống Zelenskyy tuyên bố rằng 60.000 quân Nga đã được tái triển khai từ Zaporizhzhia và Kherson Oblasts đến Kursk Oblast và số lượng đạn pháo của Nga bắn vào các khu vực trước đây đã giảm. Tại tỉnh Kursk, lực lượng Ukraina tuyên bố đã phá hủy hai cầu phao bắc qua sông Seym và một hệ thống phòng không 9K33 Osa bằng bom SDB và tên lửa HIMARS. 
Ngày 10 tháng 9 năm 2024, sau cuộc tấn công của quân đội Ukraina vào ngày 6 tháng 8 năm 2024, Putin được cho là đã ra lệnh cho quân đội của mình phải chiếm lại khu vực bị chiếm đóng ở tỉnh Kursk trước ngày 1 tháng 10 năm 2024. Quân đội Nga được cho là đã phát động một chiến dịch phản công ở Kursk Oblast vào ngày 10 tháng 9 năm 2024, với các báo cáo về những bước tiến của quân Nga ở Quận Korenevsky. Tướng Apti Alaudinov cũng tuyên bố rằng quân đội Nga đã tiến vào Snagost. Có nguồn tuyên bố rằng quân đội Nga đã chiếm được các khu định cư Gordeyevka và Vnezapnoye. Ngày 14 tháng 10 năm 2024, tướng Apti Alaudinov tuyên bố rằng Nga đã chiếm lại được khoảng một nửa lãnh thổ do Ukraine chiếm đóng. Điều này đã được Viện Nghiên cứu Chiến tranh (ISW) xác nhận cho biết cảnh quay được định vị địa lý có thể xác nhận rằng 46% đã được thu hồi. Vào ngày 10 tháng 11 năm 2024, để chuẩn bị cho một giai đoạn phản công mới, khoảng 50.000 quân, không ai trong số họ phải chuyển hướng từ miền đông Ukraine, đã được tập hợp tại Kursk Oblast. Theo báo cáo, điều này bao gồm cả bộ binh hạng nhẹ Bắc Triều Tiên, những người khi đó đang được huấn luyện để chiến đấu xa tiền tuyến, và tổng số quân hiện diện trong khu vực là 10.000 người. Theo các quan chức Ukraina, lực lượng này có khả năng sẽ tấn công trong vòng vài ngày.

## Rút quân
Tình thế của Ukraine trở nên tồi tệ hơn sau quyết định của Tổng thống Mỹ Donald Trump về việc tạm dừng viện trợ quân sự và chia sẻ thông tin tình báo với Kiev (sau đó đã nối lại), mặc dù Nga trước đó đã báo cáo các bước tiến gần như hằng ngày. Sau hơn 7 tháng nỗ lực, quân đội Nga đã mở chiến dịch phản công quy mô lớn ở Kursk đánh bật hầu hết quân đồn trú của đối phương ra khỏi lãnh thổ, tái chiếm hoàn toàn thị trấn Sudzha. Chia sẻ với Hãng tin Tass ngày 13 tháng 3 năm 2025, người phát ngôn Điện Kremlin là ông Dmitry Peskov cho biết chiến dịch của quân đội Nga nhằm giải phóng vùng Kursk thuộc lãnh thổ Nga khỏi các lực lượng Ukraine hiện "bước vào giai đoạn cuối". Các binh sĩ Ukraina phải chịu áp lực dữ dội tại Kursk, nơi họ đã kiểm soát được một phần lãnh thổ sau cuộc xâm nhập vào tháng 8 năm ngoái. Ukraine có nguy cơ mất toàn bộ những gì quân đội nước này đã đạt được từ chiến dịch ở Kursk, gồm cả lãnh thổ, nhuệ khí chiến đấu và lợi thế đàm phán. Các lực lượng nước này có thể chịu thương vong nặng nề nếu bị bao vây hoặc buộc phải rút lui dưới hỏa lực dữ dội. Tổng tham mưu trưởng quân đội Nga Valery Gerasimov tuyên bố quân Nga đã giành lại quyền kiểm soát hơn 86% lãnh thổ do Ukraine kiểm soát ở Kursk.
Quân đội Ukraina ở mặt trận Kursk đã chủ động rút lui từ trước, họ đã nhận được lệnh "ban sư hồi trào" và đã triệt thoái từ trước khiến kế hoạch bao vây, đánh úp của quân đội Nga không thành công. Dù quân Nga tổ chức tấn công dữ dội, nhưng quân đội Ukraina tại mặt trận Kursk không bị tiêu diệt hoàn toàn, thậm chí họ còn can trường thành công khi giữ được các khoảng trống trên chiến trường và tổ chức rút lui an toàn một số đơn vị hạng nặng về tuyến sau, bảo toàn lực lượng. Quân Ukraina đã lợi dụng màn đêm để tìm kiếm cơ hội rời khỏi khu vực phía nam. Các Lữ đoàn bộ binh cơ giới số 47 và lữ đoàn số 78 đã rút lui thành công đến tỉnh Sumy nhờ tận dụng địa hình, men theo các con sông, bảo toàn được lực lượng chiến đấu. Quân Nga vồ vập kiểm soát một số ngôi làng như Agronom, Bogdanovka, Bondarevka nhưng trận bao vây và tiêu diệt quy mô lớn như mong đợi đã không xảy ra, lực lượng chính của quân Ukraina có thể đã bắt đầu rút quân theo từng đợt, trước giai đoạn tập trung quân số lớn của Nga, khiến quân Nga không thể đánh úp toàn bộ nhóm lực lượng đối phương trong trận chiến cuối cùng, trái lại quân Ukraina vẫn bảo toàn nguyên vẹn được phần lớn quân chủ lực, tạo điều kiện thuận lợi cho việc thiết lập phòng tuyến tiếp theo để địch lại cuộc tấn công Sumy năm 2025 của Nga.